# The Dark
The Dark er en roman skrevet af Marianne Curley. Det er den anden bog i Guardians of Time-serien, men er modsat den første bog endnu ikke oversat til dansk. Handlingen udspiller sig i det fiktive Angel Falls og omhandler "de Udvalgte" og deres fortsatte kamp mod Kaosordenen. 
Ligesom første bog, de Udvalgte, blander The Dark også eventyr med historiske begivenheder.

## Fortællerne
Ligesom i de to andre bøger, er bogen også skrevet i første person, men hvor det i første bog skiftede mellem Ethan Roberts og Isabel Becket, skifter den i The Dark mellem Isabel og Arkarian. 